# Timo Boll
Pour les articles homonymes, voir Boll.
Timo Boll (né le 8 mars 1981 à Erbach) est un pongiste allemand.
Il a été le premier allemand à dominer le classement mondial et ce pendant près de 6 mois en 2003 : à 21 ans, 9 mois et 24 jours, il est le plus jeune numéro un mondial européen (et non-chinois) de l'histoire (et le 6ème au général).
Son jeu, principalement agressif en topspin, lui permet d'enchaîner succès sur succès. On le voit apparaître dans le palmarès de la plupart des plus grands tournois.
Après avoir été de nouveau numéro un mondial de janvier à mars 2011, il devient en mars 2018 le numéro un mondial le plus âgé de tous les temps, à 36 ans.
Il ne manque que deux titres majeurs à son palmarès, celui de champion olympique et celui de champion du monde en simple.
Il est considéré comme l'un des meilleurs joueurs de tous les temps.

## Biographie
Timo Boll a commencé à jouer à l'âge de quatre ans. En 1986 il devient membre du club du TSV Höchst, et il est repéré dès l'âge de huit ans ; il s'entraîne alors dans le centre de Pfungstadt, et quatre ans plus tard il rejoint le club du FTG Frankfurt où il joue en deuxième division. En 1995 il ne perd qu'un seul match dans toute la saison et contribue à la montée de l'équipe. Il atteint le Top 10 mondial en 2002 grâce à sa victoire contre Vladimir Samsonov dans le Top 12 européen. Il est n°1 mondial de janvier à mai 2003. Il est vice-champion du monde par équipes en 2004 et en double en 2005. En 2007 il rejoint le club du Borussia Düsseldorf, et remporte la médaille d'argent par équipe lors des Jeux olympiques de 2008. Le 11 mars 2014 il est le premier pongiste professionnel a disputer un duel contre un robot,. Il réside à Höchst en Allemagne.

## Carrière sportive

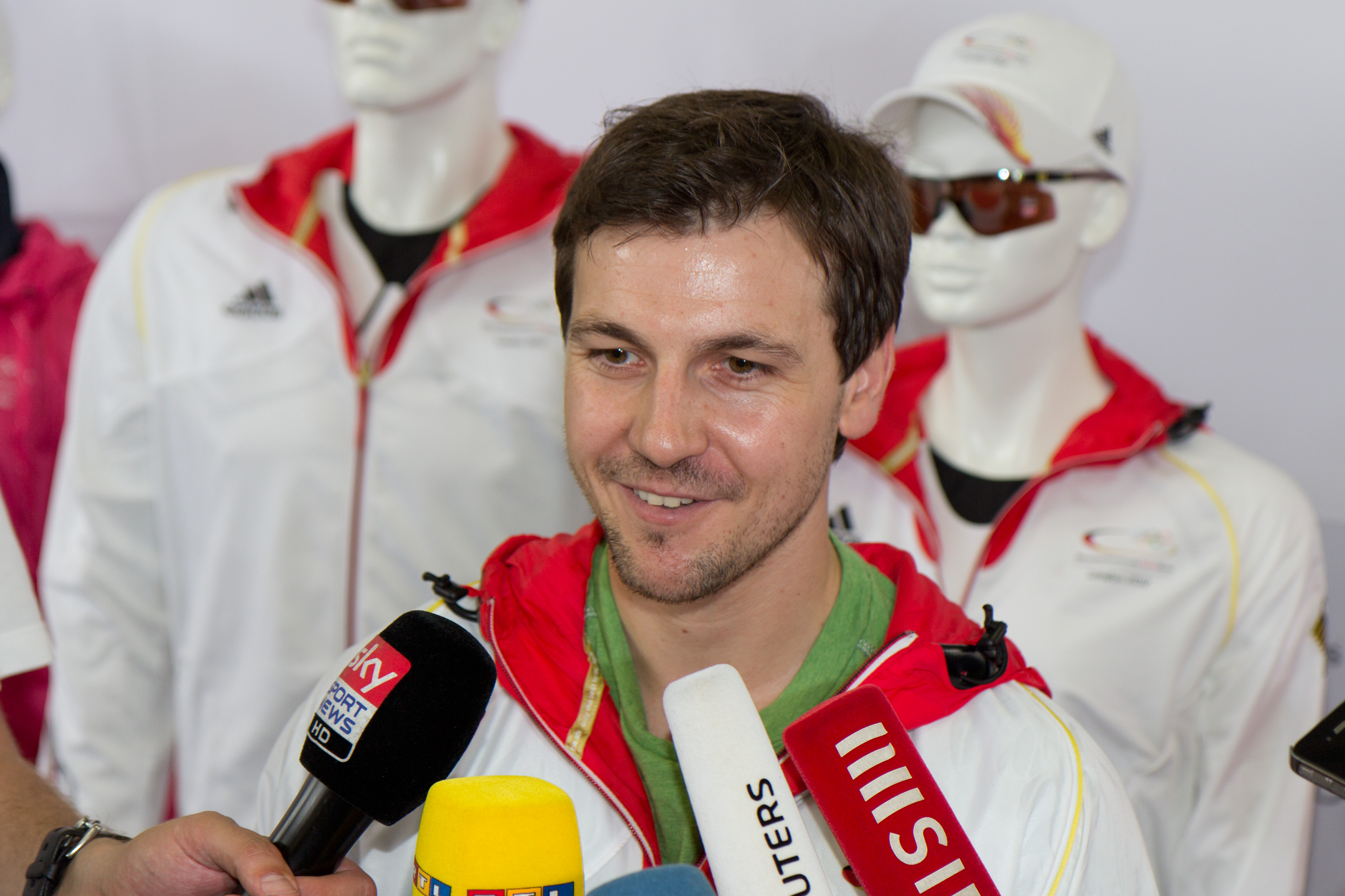
Timo Boll avec l'équipement de l'équipe d'Allemagne aux Jeux olympiques de Londres en 2012

Il gagne sa première Coupe du monde de tennis de table à seulement 21 ans, en 2002, en battant le champion du monde et champion Olympique Kong Linghui, en Chine.
En 2005, à Liège, il bat Wang Hao pour remporter son deuxième titre. La même année il est vice-champion du monde en double associé à Christian Süss.
Il est notamment 30 fois champion d'Europe : 8 fois en simple, 5 fois en double, 7 fois par équipe, il détient le record, avec Jan-Ove Waldner, de 7 victoires au Top 16 européen, il a également remporté les Jeux européens 1 fois en simple et 2 fois par équipe.
Il a gagné 5 fois la Ligue des Champions (2008, 2009, 2010, 2018, 2021), 13 fois le Championnat d'Allemagne (2008 à 2012, 2014 à 2018, 2021 à 2023) et 9 fois la Coupe d'Allemagne (2008, 2010, 2012, 2013, 2015 à 2018, 2021) avec le Borussia Düsseldorf.
Il est quadruple médaillé Olympique (argent par équipes en 2008 et 2021, bronze par équipes en 2012 et 2016).
Il est également le seul avec Zoran Primorac en 1997 à avoir gagné l'Open de Chine alors qu'il n'est pas chinois. À l'Open d'Allemagne, il est de loin le recordman de titres : 4 en individuel et 4 en double.
Il a été nommé 5 fois pongiste de l'année par l'ITTF qui récompense le joueur le plus régulier de l'année (En 2014, c'est le Nigérian Quadri Aruna qui gagne à la surprise générale).
En mars 2015, il gagne un 10e titre de champion d'Allemagne individuel, et il fête sa 10e année consécutive dans le TOP 10 Mondial. En avril 2015, il qualifie son équipe (B.Düsserlof) pour la finale de la Bundesliga au terme d'un match retour qui a offert un grand retournement de situation : au match aller, le Saarbrücken avait gagné 3-0 avec une différence de (+5) et au match retour, le Borussia Düsserlof de Timo a gagné 3-0 (+6). Il est encore en lice pour réaliser avec son club un triplé historique en une année (Bundesliga, Coupe d'Allemagne et Ligue des Champions) ; Timo Boll a déjà remporté la Coupe d'Allemagne et est en finale de la Bundesliga et de la Ligue des Champions. Le 16 avril 2015, il annonce sa candidature aux championnats du monde en Chine en participant au simple et au double avec le joueur chinois Ma Long (numéro 1 mondial en simple à ce jour), avec qui il a déjà gagné l'Open de Chine ITTF en 2013.
Il est le porte drapeau de la délégation allemande aux Jeux olympiques d'été de 2020.
Durant l'année 2021, à 40 ans il remporte : la Ligue des champions avec son club, le Borussia Düsseldorf , un 8e titre européen en simple aux Championnats d'Europe de tennis de table 2020, une médaille d'argent par équipes aux Jeux olympiques d'été de 2020, et en novembre, il est 3e des championnats du monde individuels à Houston.
Le 8 février 2022, il annonce qu'il prolonge son contrat dans son club, le Borussia Düsseldorf, pour trois années supplémentaires jusqu'en 2025, il aura alors 44 ans.
Le 20 janvier 2024, à 42 ans, il remporte le tournoi WTT Contender de Doha en battant en finale Tomokazu Harimoto (alors n°11 mondial), de 22 ans son cadet. Cette performance le fait grimper au 43e rang mondial.
En mars 2024, à 43 ans, il parvient en quarts de finale au Singapore Smash après avoir battu Anton Källberg (alors n° 16 mondial, de 17 ans son cadet) et Lin Shidong (alors n° 18 mondial, de 25 ans son cadet). Il s'incline face à Liang Jingkun (alors n° 4 mondial, de 16 ans son cadet) 4 manches à 3, au terme d'un match de très haute intensité et d'une performance sportive saluée par l'ensemble des observateurs.
Il est sélectionné pour représenter l'Allemagne aux Jeux olympiques d'été de 2024 aux côtés de ses compatriotes Dimitrij Ovtcharov et Dang Qiu, qui jouent le simple. Cette décision de la fédération allemande de tennis de table suscite une petite polémique dans la communauté pongistique, beaucoup considérant que Patrick Franziska, récent finaliste du Saudi Smash 2024 et vainqueur des poids lourds de l'équipe chinoise Fan Zhendong et Ma Long, aurait dû lui être préféré. L'équipe s'incline en quarts de finale face à l'équipe de Suède composée d'Anton Källberg, Kristian Karlsson et Truls Möregårdh sur le score de 3 à 0, entraînant la première absence de l'Allemagne sur le podium de la compétition par équipes de tennis de table aux Jeux olympiques depuis l'introduction de l'épreuve en 2008.
Conformément à l'annonce qu'il avait faite en mai 2024, Boll prend sa retraite internationale à la suite des Jeux,.
À 44 ans, il remporte ses deux derniers matchs à l'ARAG Centercourt de Düsseldorf dans le cadre des demi-finales de la Bundesliga : 3-2 contre Filip Zeljko et 3-0 en double associé à Anton Källberg contre la paire Martin Allegro/Bastian Steger (victoire d'équipe 3 matchs à 2 contre le TSV Bad Königshofen).

## Style de jeu
Il est gaucher, et son style de jeu est basé sur le topspin avec énormément de rotation. Ses points forts sont les services et les remises de service, le topspin coup droit et revers, avec des effets très variés; le tout donne un jeu spectaculaire.
Il utilise un bois Butterfly Timo Boll ALC OFF et 2 Dignics 09C. S'il n'a pas un niveau équivalent de la main droite, on peut le considérer comme ambidextre car lors des matchs professionnels il lui arrive de changer de main ponctuellement. Depuis plusieurs années, il joue des tournois amateurs de la main droite[réf. nécessaire].

## Palmarès

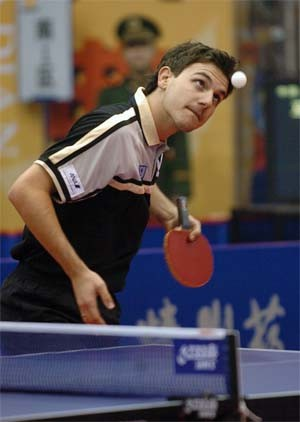
Timo Boll en 2004

Il se révèle en 2001 en gagnant l'Open du Brésil. Il est vite considéré comme un grand espoir.
1998

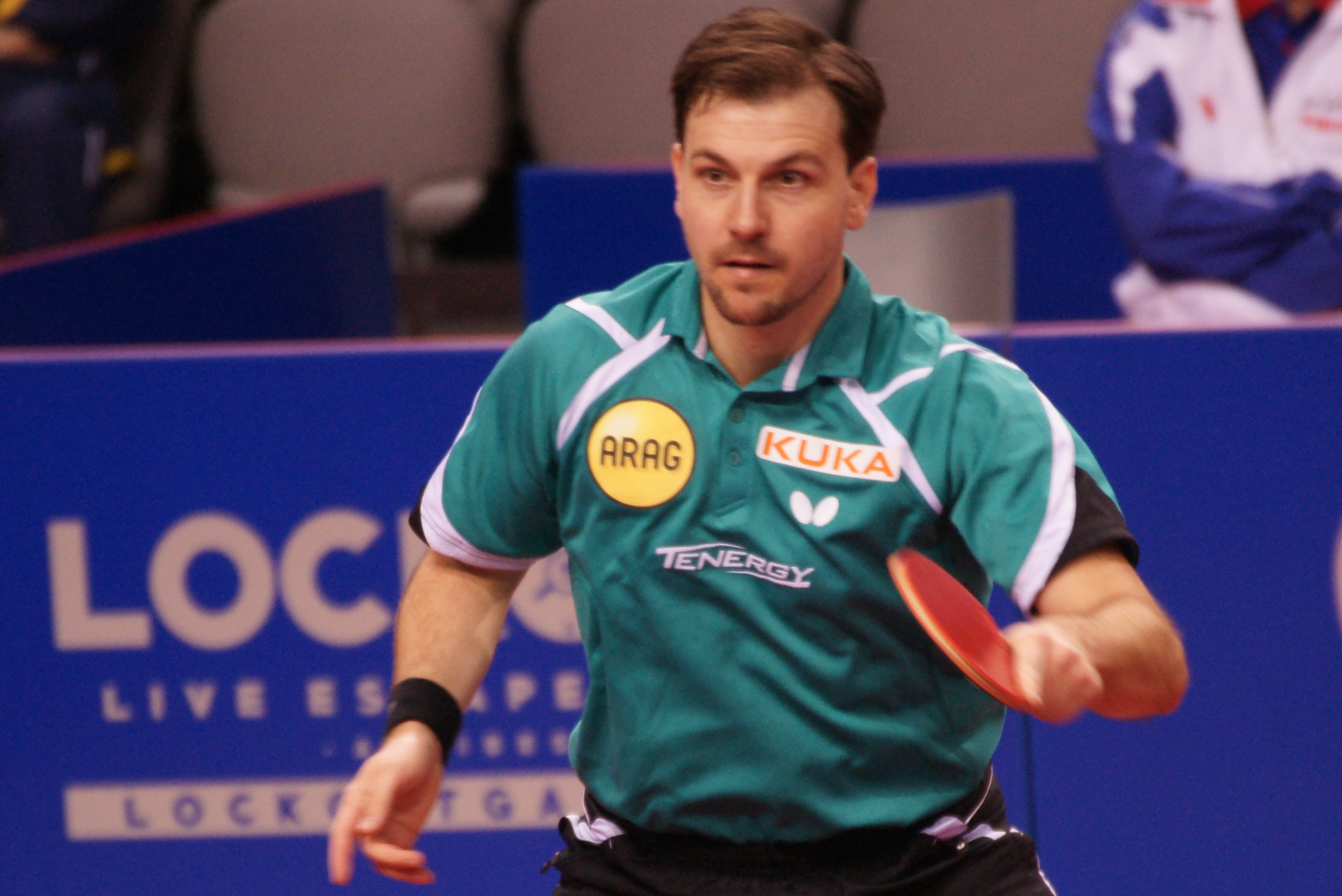
Timo Boll en 2017

- Vainqueur du championnat d'Allemagne en individuel

2001
- Vainqueur du championnat d'Allemagne en individuel

2002
- Victoire à l'Open d'Angleterre en double avec Zoltan Fejer-Konnerth et à l'Open d'Autriche
- Vainqueur du championnat d'Allemagne en individuel
- Champion d'Europe en simple et en double (avec Zoltan Fejer-Konnerth)
- Vainqueur du Top 12 européen de tennis de table
- Il remporte la Coupe du Monde

2003
- Il devient no 1 mondial pour la première fois.
- Il gagne l'Open du Japon en simple.
- Vainqueur du championnat d'Allemagne en individuel
- Vainqueur du Top 12 européen de tennis de table
- 3e des championnats d'Europe individuel

2004
- Vainqueur du championnat d'Allemagne en individuel

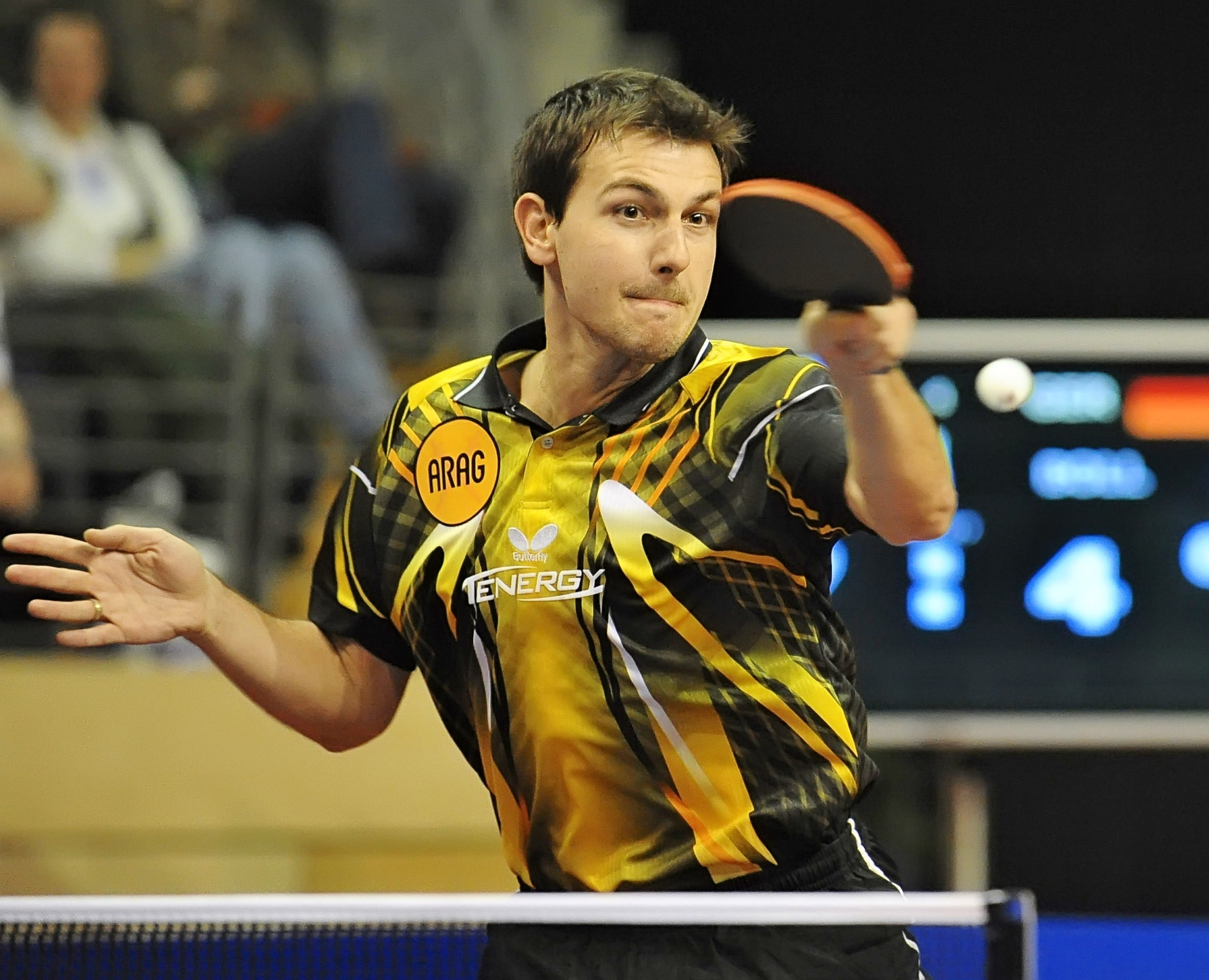
Timo Boll en 2010

- Il remporte l'Open d'Allemagne et l'Open de Pologne en simple et en double avec Christian Süss.
- Vice-champion du monde par équipe

2005

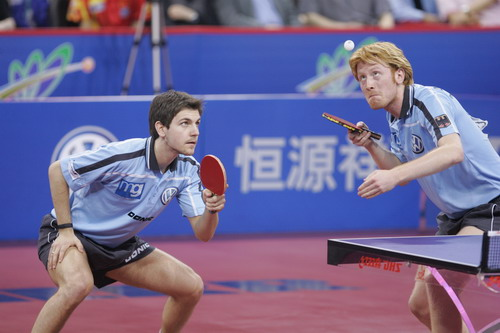
Timo Boll et Christian Suss en double en 2005

- Il remporte l'Open du Japon et la grande finale en simple et en double ainsi que l'Open de Suède.
- Vainqueur de la Ligue des champions avec Gönnern
- Vainqueur du championnat d'Allemagne en individuel
- Vice-champion du monde en double en 2005 avec Christian Süss
- Il remporte la Coupe du Monde.

2006
- Vainqueur de l'Open de Chine ITTF en battant Wang Liqin en finale ainsi que l'Open d'Allemagne et l'Open de Pologne
- Le 1er janvier 2006, il est n°2 mondial malgré sa victoire en simple à l'Open de Chine et à l'Open d'Allemagne
- Vainqueur de la Ligue des champions avec Gönnern
- Vainqueur du championnat d'Allemagne en individuel
- Vainqueur du Top 12 européen de tennis de table
- 3e des championnats du monde par équipe

2007
- Vainqueur du championnat d'Allemagne en individuel

- Champion d'Europe par équipes avec Dimitrij Ovtcharov et Christian Süss
- Champion d'Europe individuel en battant Vladimir Samsonov en finale
- Champion d'Europe en double

2008
- Médaille d'argent par équipe aux Jeux olympiques d'été à Pékin avec Dimitrij Ovtcharov et Christian Süss
- Finaliste de la Coupe du Monde en simple  à Liège
- Champion d'Europe par équipe avec Bastian Steger
- Champion d'Europe individuel en battant à nouveau Vladimir Samsonov en finale
- Champion d'Europe en double avec Christian Süss
- Vainqueur de l'Open d'Autriche ITTF, de l'Open d'Allemagne ITTF et de l'Open de Pologne ITTF

2009
- Vainqueur de l'Open de Doha au Qatar face à Ma Lin ainsi qu'une quatrième victoire à l'Open de Pologne (record)
- Vainqueur de la Ligue des champions avec son club, le Borussia Düsseldorf
- Vainqueur du championnat d'Allemagne en individuel
- Champion d'Europe en double avec Christian Süss pour la deuxième année consécutive
- Champion d'Europe par équipes avec Dimitrij Ovtcharov et Christian Süss
- Vainqueur de l'Open d'Allemagne en simple
- Vainqueur du Top 12 européen de tennis de table face à Vladimir Samsonov
- Troisième du championnat d'Europe, vainqueur par équipes. Il perd en demi-finale à Stuttgart contre Michael Maze qui le prive d'un triplé historique.
- 3e des championnats d'Europe individuel

2010
- Vainqueur pour la 2e fois en double avec Christian Süss
- Victoire à l'Open du Japon en simple
- Vainqueur de la Ligue des champions avec son club, le Borussia Düsseldorf
- Il retrouve son titre de champion d'Europe ; cette année, il réalise le triplé avec le titre en simple, en double et par équipes.
- Vainqueur du Top 12 européen de tennis de table encore face à Vladimir Samsonov
- Vice-champion du monde par équipe
- Décembre 2010 : il retrouve sa place de numéro 1 en s'imposant face à Ma Lin au tournoi de Brunswick.

2011
- Victoire à l'Open de Chine en double avec Ma Long
- Vainqueur de la Ligue des champions avec son club, le Borussia Düsseldorf
- En mai, il est 3e des championnats du monde à Rotterdam.
- En octobre, il conserve son titre de champion d'Europe.
- Champion d'Europe par équipes

2012
- Médaille de bronze par équipes à Londres
- Finaliste de la coupe du monde en individuel à Liverpool
- Champion d’Europe en individuel à Herning au Danemark
- Vice-champion du monde par équipe
- Victoire à l'Energis Masters (1re victoire)

2013
- Victoire à l'Open d'Indonésie en finale contre Ma Long (fin juin et début juillet)
- Victoire à l'Energis Masters (2e victoire)
- Premier tournoi gagné en double avec Patrick Franziska à l'Open d'Allemagne
- Victoire à l'Open de Chine en double avec Ma Long
- Vainqueur de la Coupe d'Allemagne avec le Borussia Düsseldorf (3-1) en battant Wang Xi dans le match décisif

2014
- Vice-champion du monde par équipes à Tokyo (avril et mai)
- Victoire à l'Energis Masters (bat Ovtcharov en finale) (3e victoire)
- Vice-champion d'Europe par équipe
- Champion d'Allemagne par équipe avec le Borussia Düsseldorf
- 3e à la coupe du monde individuelle de tennis de table, à Düsseldorf

2015
- Open d'Allemagne 2015 : victoire en double avec Franziska qui fête sa 10e année consécutive dans le top 10 mondial
- Coupe d'Allemagne 2015 avec le Borussia Düsserlof (en battant Fulda T.T en finale)
- Vainqueur du championnat d'Allemagne en individuel (contre Ruwen Filus)
- Finaliste de l'Energis Masters (contre Ovtcharov)
- Joueur de l'année en Bundesliga avec un total de victoires/défaites (13/1: +12)

2016
- Porte-drapeau de l'Allemagne aux Jeux olympiques de Rio

- Médaille de bronze par équipe aux Jeux olympiques de Rio
- 3e des championnats d'Europe individuel

2017
- Vainqueur du championnat d'Allemagne en individuel

- Championnat d'Europe individuel
- Champion d'Europe par équipes
- Victoire à l'Open de Corée du Sud en simple
- Finaliste de la coupe du monde en simple, à Liège [17], face à son compatriote Dimitri Ovtcharov (n°4 mondial)
- ITTF Star Award du "Joueur de l'année".

2018
- Vainqueur de la Ligue des champions avec son club, le Borussia Düsseldorf

- Vainqueur du Top 16 européen de tennis de table pour la 6e fois
- Vainqueur du championnat d'Allemagne en individuel pour la 11e fois
- 7e titre européen en simple aux Championnats d'Europe de tennis de table 2018
- Vice-champion du monde par équipe
- Finaliste de la Coupe du Monde en simple

2019
- Vainqueur du championnat d'Allemagne en individuel

- Vainqueur en simple des Jeux européens de 2019.
- Vainqueur par équipe des Jeux européens de 2019.
- Champion d'Europe par équipe

2020
- Vainqueur du Top 16 européen de tennis de table

2021
- Vainqueur de la Ligue des champions avec son club, le Borussia Düsseldorf

- 8e titre européen en simple aux Championnats d'Europe de tennis de table 2020.
- Médaille d'argent par équipes aux Jeux olympiques d'été de 2020[8].
- En novembre, à 40 ans, il est 3e des championnats du monde individuels à Houston[18].

2022
- Champion d'Allemagne par équipe avec le Borussia Düsseldorf

- Finaliste de la Ligue des champions avec son club, le Borussia Düsseldorf après une victoire en demi-finale contre le FC Saarbrücken. La finale n'est pas jouée après l’exclusion des équipes russes de la compétition (Fakel Gazprom Orenburg et UMMC Yekaterinburg : les deux participants de la seconde demi-finale), conséquences de la guerre en Ukraine. Aucun vainqueur n'est ainsi désigné pour cette édition de la Ligue des Champions[19],[20].

2023
- Vainqueur par équipe des Jeux européens de 2023, avec Dimitrij Ovtcharov, Dang Qiu et Patrick Franziska[21],[22].

- Champion d'Allemagne par équipe avec le Borussia Düsseldorf : victoire 3 matchs à 1 contre le FC Saarbrücken[23].
- Vice-champion d'Europe par équipe avec Benedikt Duda, Ricardo Walther, Kay Stumper et Cedric Meissner, à Malmö (Suède). À 42 ans, après un retour de blessure, il s'impose notamment contre Andrej Gaćina (en quart de finale), Marcos Freitas (en demi-finale), et Mattias Falck (en finale, après avoir été mené 2 sets à 0)[24].

2024
- Vainqueur du Final Four de Bundesliga avec le Borussia Düsseldorf. Victoire 3 matchs à 1 en demi-finale contre l'ASV Grünwettersbach, puis victoire 3 matchs à 0 en finale contre le FC Saarbrücken. Il remporte le troisième match de la finale, synonyme de titre, contre Darko Jorgić[25].
- Vainqueur du WTT Contender de Doha en battant en finale Tomokazu Harimoto (n°11 mondial, de 22 ans son cadet) 4 sets à 3 (après avoir été mené 5-9 dans le 6ème set qu'il remporte finalement 11-9). À 42 ans, il bat également au cours du tournoi Jang Woo-jin (n°12 mondial) et Lin Yun-ju (n°7 mondial)[26].
- Finaliste de la Ligue des champions avec son club, le Borussia Düsseldorf (défaite 3 matchs à 2 contre le FC Saarbrücken).
- Champion d'Allemagne par équipe avec le Borussia Düsseldorf : victoire 3 matchs à 1 contre le FC Saarbrücken[27].

2025
- Finaliste de la Ligue des champions avec son club, le Borussia Düsseldorf (défaite 3 matchs à 2 contre le FC Saarbrücken). Il gagne un de ses deux derniers matchs lors d'une compétition européenne : victoire en demi-finale 3 sets à 0 contre Jin Takuya et défaite 3-2 contre Darko Jorgić en finale.

## Vie privée
Le 31 décembre 2002, Timo Boll a épousé Rodelia Jacobi, sa compagne depuis plusieurs années.